# Pygmalion (cràter)
Pygmalion és un cràter de l'asteroide del tipus Amor (433) Eros, situat amb el sistema de coordenades planetocèntriques a -1.8 ° de latitud nord i 191.1 ° de longitud est. Fa un diàmetre de 1.7 km. El nom va ser fet oficial per la UAI l'any 2003 i fa referència a Pigmalió, mític rei de Xipre que es va enamorar d'una estàtua que Venus va aconseguir donar-li vida.